# Grondwettelijke Raad

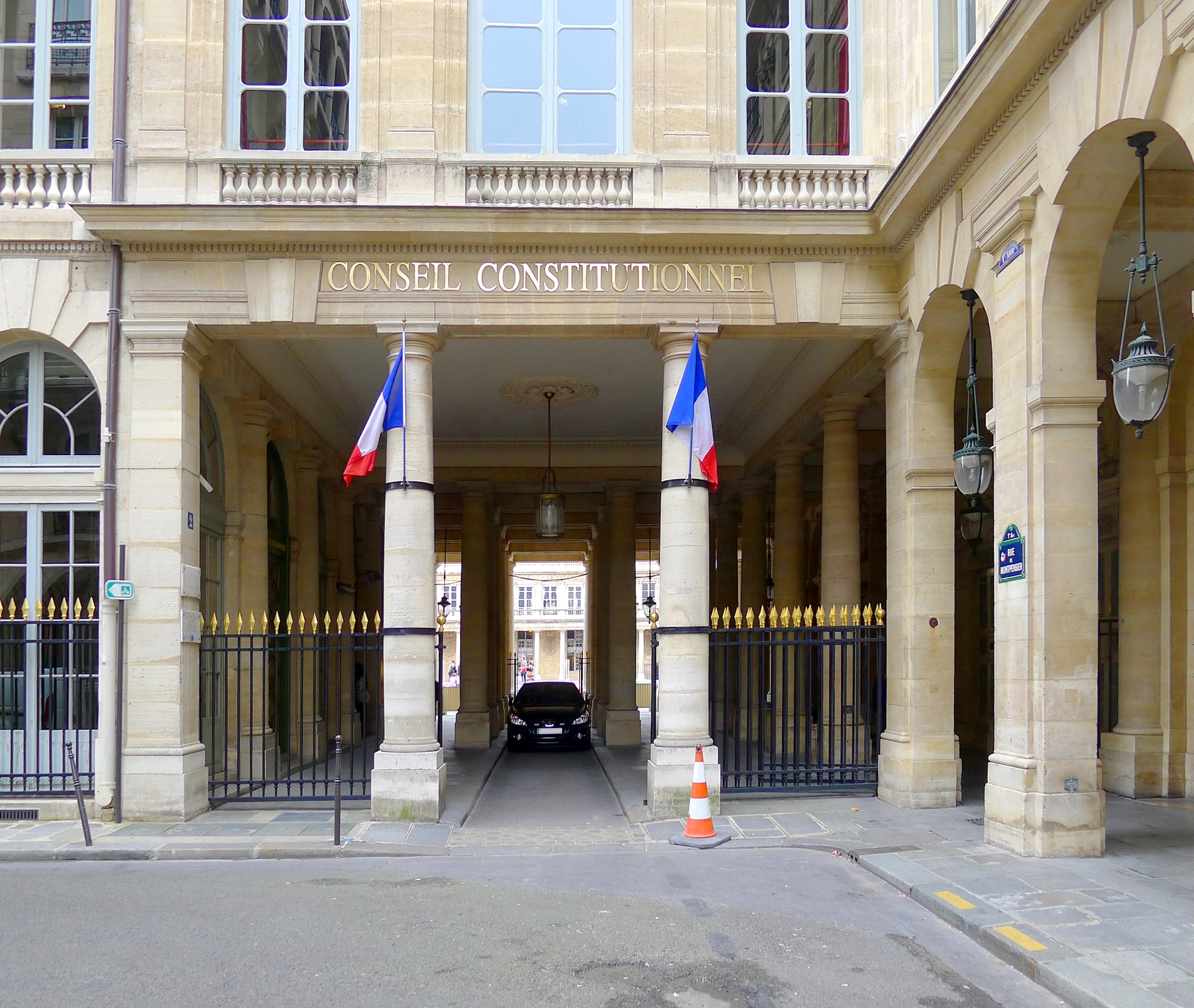
Ingang van de Grondwettelijke Raad in de rue de Montpensier

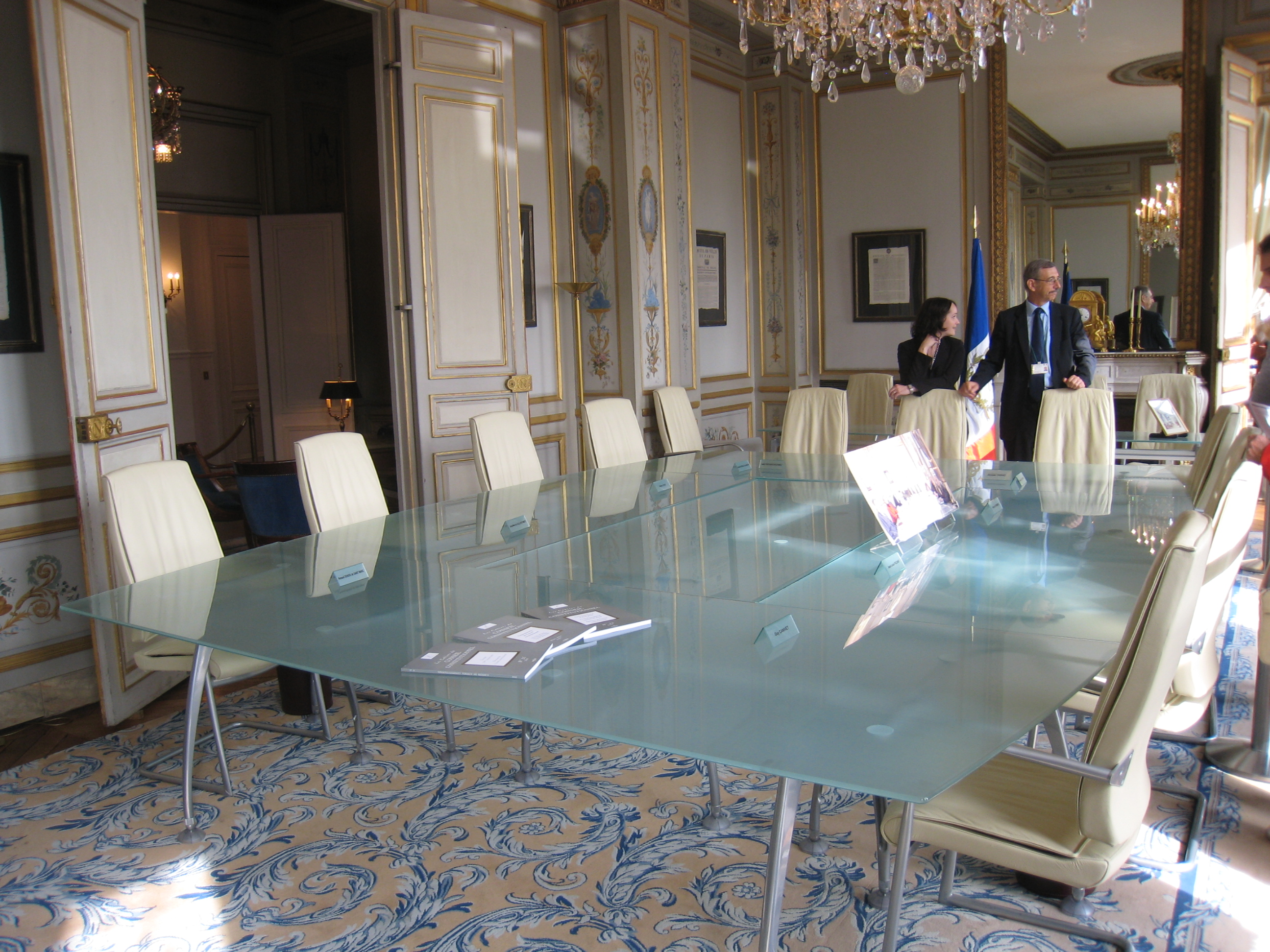
De vergaderzaal in het Palais-Royal

De Grondwettelijke Raad (Frans: Conseil constitutionnel) is in Frankrijk een rechterlijke instelling die controleert dat verkiezingen en referenda correct verlopen en dat wetten waarover al is gestemd, in overeenstemming zijn met de grondwet. De Raad is in 1958 door Charles de Gaulle opgericht, toen Frankrijk met de Vijfde Republiek een nieuwe grondwet kreeg.
De Raad telt negen leden, waarvan er drie door de president van Frankrijk worden benoemd, drie door de voorzitter van de Nationale Vergadering en drie door de voorzitter van de Senaat. De voorzitter van de Raad is een van de drie leden die door de president van de Republiek wordt benoemd; sinds 2016 is Laurent Fabius voorzitter van de Grondwettelijke Raad.
De zetel bevindt zich in het Palais-Royal in Parijs.
| Naam                       | Mandaat   | Benoemd door                                              |
| -------------------------- | --------- | --------------------------------------------------------- |
| Laurent Fabius, voorzitter | 2016-2025 | François Hollande, (ex-)president van de Republiek        |
| Jacqueline Gourault        | 2022-2031 | Emmanuel Macron, president van de Republiek               |
| Alain Juppé                | 2019-2028 | Richard Ferrand, voorzitter van de Nationale vergadering  |
| François Seners            | 2022-2031 | Gérard Larcher, voorzitter van de Senaat                  |
| Corinne Luquiens           | 2016-2025 | Claude Bartolone, voorzitter van de Nationale Vergadering |
| Véronique Malbec           | 2022-2031 | Richard Ferrand, voorzitter van de Nationale vergadering  |
| Jacques Mézard             | 2019-2028 | Emmanuel Macron, president van de Republiek               |
| François Pillet            | 2019-2028 | Gérard Larcher, voorzitter van de Senaat                  |
| Michel Pinault             | 2016-2025 | Gérard Larcher, voorzitter van de Senaat                  |

De voormalige presidenten van Frankrijk zijn van rechtswege ook lid van de Raad maar sinds de dood van Valéry Giscard d'Estaing in 2020 zit geen enkele voormalige president effectief in de raad.
De regering onder François Hollande heeft in maart 2013 een ontwerp van constitutionele wet ter afschaffing van dit recht ingediend, maar de behandeling ervan in het parlement is verdaagd. Bij gebrek aan parlementaire meerderheid deed François Hollande daar afstand van. Zelf kiest hij ervoor niet in de Raad te zitten. Emmanuel Macron kondigde aan dat hij dit voorrecht niet zal gebruiken en heeft de afschaffing ervan in 2019 opgenomen in een ontwerpherziening van de grondwet die ook niet succesvol was.
| Naam              | Rechtswege lid van de Raad sinds | Zit niet meer sinds |
| ----------------- | -------------------------------- | ------------------- |
| Nicolas Sarkozy   | mei 2012                         | januari 2013        |
| François Hollande | mei 2017                         | nooit gezeten       |